# Parafia św. Bartłomieja w Jezioranach
Parafia Świętego Bartłomieja w Jezioranach – rzymskokatolicka parafia w Jezioranach, należąca do archidiecezji warmińskiej i dekanatu Barczewo. Została utworzona w 1373. Mieści się przy Placu Kościelnym.
Do parafii należą także:
- Kościół św. Bartłomieja w Jezioranach
- kaplica Świętego Krzyża w Jezioranach
- poenwagelicki kościół Błogosławionej Jadwigi (od 1992 r., konsekrowany w 1887 r.) w Jezioranach
- zabytkowy kościół pw. Jana Chrzciciela w Tłokowie,
- kościół-sanktuarium św. Rocha w Tłokowie,
- kościół św. Walentego w Piszewie
- kaplica św. Marii Magdaleny w Krokowie
- kaplica Matki Boskiej Częstochowskiej w Miejskiej Wsi